# Mycoblastus
Mycoblastus is een geslacht van korstmossen dat behoort tot de familie Tephromelataceae. Het typegeslacht is Mycoblastus sanguinarius.

## Soorten
Volgens Index Fungorum bevat het geslacht twaalf soorten (peildatum april 2023):
| Soortnaam                   | Auteur(s)                             | Publicatiejaar |
| --------------------------- | ------------------------------------- | -------------- |
| Mycoblastus affinis         | (Schaer.) T. Schauer                  | 1964           |
| Mycoblastus alpinus         | (Fr.) Th. Fr. ex Hellb.               | 1884           |
| Mycoblastus bryophilus      | Imshaug ex Kantvilas                  | 2009           |
| Mycoblastus caesius         | (Coppins & P. James) Tønsberg         | 1992           |
| Mycoblastus campbellianus   | (Nyl.) Zahlbr.                        | 1926           |
| Mycoblastus coniophorus     | (Elix & A.W. Archer) Kantvilas & Elix | 2009           |
| Mycoblastus disporus        | (C. Knight) Kantvilas                 | 2009           |
| Mycoblastus kalioruber      | Kantvilas                             | 2009           |
| Mycoblastus leprarioides    | Kantvilas & Elix                      | 2009           |
| Mycoblastus sanguinarioides | Kantvilas                             | 2009           |
| Mycoblastus sanguinarius    | (L.) Norman                           | 1926           |
| Mycoblastus sinensis        | Kantvilas                             | 2011           |